# Trophées de France
 (mai 2025).
Si vous disposez d'ouvrages ou d'articles de référence ou si vous connaissez des sites web de qualité traitant du thème abordé ici, merci de compléter l'article en donnant les références utiles à sa vérifiabilité et en les liant à la section « Notes et références ».
Les Grands Prix de France (de 1964 à 1966) et Trophées de France (de 1967 à  1971)  de Formule 2 étaient une compétition automobile organisée par la Fédération Française de Sport Automobile (FFSA) pour attirer des pilotes de notoriété sur les circuits français et ainsi promouvoir le sport auprès du public tout en développant une dynamique permettant aux constructeurs automobiles français d’investir dans le sport. A partir de 1967, la création du Championnat d'Europe de Formule 2 va entraîner une désaffection progressive pour cette compétition qui s'arrête en 1971.

## Palmarès
| Année | Vainqueur       | Ecurie                      | Voiture          |
| ----- | --------------- | --------------------------- | ---------------- |
| 1964  | Jack Brabham    | Brabham Racing Organisation | Brabham-Cosworth |
| 1965  | Jim Clark       | Team Lotus                  | Lotus-Cosworth   |
| 1966  | Jack Brabham    | Brabham Racing Organisation | Brabham-Honda    |
| 1967  | Jochen Rindt    | Roy Winkelmann Racing       | Brabham-Cosworth |
| 1968  | Jackie Stewart  | Matra International         | Matra-Cosworth   |
| 1969  | Jochen Rindt    | Roy Winkelmann Racing       | Lotus-Cosworth   |
| 1970  | Clay Regazzoni  | Tecno Racing Team           | Tecno-Cosworth   |
| 1971  | Ronnie Peterson | SMOG March Engineering      | March-Cosworth   |